# 2016年リオデジャネイロオリンピックの馬術競技
2016年リオデジャネイロオリンピックの馬術競技（2016ねんリオデジャネイロオリンピックのばじゅつきょうぎ）は国際馬術連盟（FEI）管轄の下で2016年8月にブラジル・リオデジャネイロのオリンピック馬術センターで開催されたオリンピックの馬術競技である。前回大会同様、障害馬術（障害飛越）・馬場馬術・総合馬術の個人団体計6種目で開催された。

## 競技結果[1]

### 馬場馬術
25か国から60人馬（うち11か国44人馬は団体戦にも出場）が出場した。日本は地区予選で団体戦の出場枠を獲得したため、4人馬が出場した。1日目（8月10日）と2日目（8月11日）は個人と団体の予選を兼ねてグランプリが実施された。3日目（8月12日）のグランプリ・スペシャルは団体決勝と個人予選を兼ねる。最終日（8月15日）には個人決勝として、グランプリ・フリースタイルが実施された。

### 総合馬術
24か国から65人馬（うち13か国51人馬は団体戦にも出場）が出場した。日本はFEI五輪ランキングにより2人馬の出場枠を獲得した。1日目（8月6日）と2日目（8月7日）の馬場馬術競技、3日目（8月8日）のクロスカントリー、最終日（8月9日）の障害飛越競技の順で実施された。日本勢では大岩義明とザ・デュークオブカヴァンのペアが最終日まで進出し、個人20位の成績を収めた。

### 障害飛越
27か国から75人馬（うち15か国60人馬は団体戦にも出場）が出場した。日本は地区予選で団体戦の出場枠を獲得したため、4人馬が出場した。個人戦と団体戦を兼ねて5ラウンドの競技が行われた。1日目（8月14日）は個人予選として実施され、2日目（8月16日）は個人と団体の予選を兼ねる。3日目（8月17日）は団体決勝と個人予選を兼ねて実施された。団体決勝では予選との通算成績で3位タイに ドイツと カナダが並んだため、ジャンプオフにより ドイツが銅メダルを獲得した。最終日（8月19日）に個人決勝として2ラウンドの競技が行われた結果、6組の人馬が2ラウンドとも減点0の成績で並んだため、ジャンプオフにより最終順位を決定した。
| 種目         | 金 | 銀 | 銅 |
| ------------ | --- | --- | --- |
| 馬場馬術個人 | シャーロト・ドュジャーデーン＆Valegro イギリス (GBR) | イザベル・ワース＆Weihegold Old ドイツ (GER) | クリスティナ・シュピーレ＆Desperados FRH ドイツ (GER) |
| 馬場馬術団体 | ドイツ (GER) ズンケ・ローテンベルガー＆Cosmo ドロテ・シュナイダー＆Showtime FRH クリスティナ・シュピーレ＆Desperados FRH イザベル・ワース＆Weihegold Old                          | イギリス (GBR) スペンサー・ウィルトン＆Super Nova II フィオナ・ビッグウッド＆Orthilia カール・ヘスター＆Nip Tuck シャーロト・ドュジャーデーン＆Valegro       | アメリカ合衆国 (USA) アリソン・ブロック＆Rosevelt ケイシー・ペリー＝グラス＆Dublet ステファン・ピーターズ＆Legolas 92 ローラ・グレイヴス＆Verdades                |
| 総合馬術個人 | ミヒャエル・ユング＆Sam FBW ドイツ (GER) | アスティ・ニコラ＆Piaf de B'Neville フランス (FRA) | フィリップ・ダットン＆Mighty Nice アメリカ合衆国 (USA) |
| 総合馬術団体 | フランス (FRA) カリム・フローラン・ラグワァグッツ＆ENTEBBE ティボー・ヴァレット＆QING DU BRIOT マチュー・ルモワーヌ＆BART L アスティ・ニコラ＆PIAF DE B'NEVILLE                   | ドイツ (GER) ユリア・クライエフスキー＆SAMOURAI DU THOT サンドラ・アウファルト＆OPGUN LOUVO イングリッド・クリムケ＆HALE-BOB OLD ミヒャエル・ユング＆SAM FBW | オーストラリア (AUS) シェーン・ローズ＆CP QUALIFIED スチュワート・ティニー＆PLUTO MIO サム・グリフィス＆PAULANK BROCKAGH クリストファー・バートン＆SANTANO II     |
| 障害飛越個人 | ニック・スケルトン＆Big Star イギリス (GBR) | ペダー・フレデリクソン＆All In スウェーデン (SWE) | エリック・ラマーズ&Fine Lady 5 カナダ (CAN) |
| 障害飛越団体 | フランス (FRA) フィリップ・ロジエ＆Rahotep de Toscane ケヴィン・ストゥート＆Reveur de Hurtebise ロジェ＝イヴ・ボスト＆Sydney une Prince ペネロペ・ルプレヴォス＆Flora de Mariposa | アメリカ合衆国 (USA) ケント・ファーリントン＆Voyeur ルーシー・デイビス＆Barron マクレイン・ワード＆Azur ビージー・マッデン＆Cortes'C'                        | ドイツ (GER) クリスチャン・アールマン＆Taloubet Z メレディス・マイケルズ＝ベアーバウム＆Fibonacci ダニエル・ドイサー＆First Class ルドガー・ベールバウム＆Casello |

## 国・地域別のメダル獲得数
| 順   | 国・地域             | 金 | 銀 | 銅 | 計 |
| ---- | -------------------- | -- | -- | -- | -- |
| 1    | ドイツ (GER)         | 2  | 2  | 2  | 6  |
| 2    | イギリス (GBR)       | 2  | 1  | 0  | 3  |
| 2    | フランス (FRA)       | 2  | 1  | 0  | 3  |
| 4    | アメリカ合衆国 (USA) | 0  | 1  | 2  | 3  |
| 5    | スウェーデン (SWE)   | 0  | 1  | 0  | 1  |
| 6    | オーストラリア (AUS) | 0  | 0  | 1  | 1  |
| 6    | カナダ (CAN)         | 0  | 0  | 1  | 1  |
| 合計 | 合計                 | 6  | 6  | 6  | 18 |